# Лінійні кораблі типу «Кеніг»
Лінійні кораблі класу König (нім. Großlinienschiffe König-Klasse) — серія з чотирьох великих лінійних кораблів Імператорських ВМС Німецької імперії періоду Першої світової війни, прийнятих до складу ВМФ напередодні її початку. На початку війни SMS König, «Гроссе Кюрфюст», SMS Markgraf, SMS Kronprinz були найпотужнішими кораблями Кайзерліх Маріне на початок війни. Вони були названі на честь історичних титулів, що належали династії Гогенцоллерн.

## Історія

Схема розміщення гармат головного калібру

Найбільші зміни у конструкції лінійних кораблів класу König стосувались його силової установки і озброєння. Будівництво лінкорів даного класу затвердили у березні 1908 в рамках поправок до Військово-морського закону, що передбачали додаткове фінансування і скорочення терміну використання великих лінійних кораблів з 25 років до 20 років. У разі неприйняття закону Рейхстагом адмірал Тірпіц грозився піти у відставку. Нові лінкори повинні були замінити старі класу «Бранденбург».

### Озброєння
У лінкорах вперше застосували лінійне розміщення п'яти башт головного калібру з ярусним розміщенням носової і кормової пари башт. Це дозволяло залучати до бортових залпів усі 10 гармат головного калібру, але при стрільбі вздовж осі корабля можна було застосовувати 4 гармати замість 6, як у попередніх класах лінкорів. У квітні 1910 Загальний Морський Департамент надав меморандум з рекомендацією повернутись до пентагонального розміщення башт (по типу лінкорів класу Helgoland) чи лінійно-діагонального, адже застосування парових турбін замість парових машин призвело до зменшення необхідних площ машинного відділення. Секретар управління ВМФ адмірал Альфред фон Тірпіц у серпні 1910 підтримав тезу про розміщення башт поблизу бортів (нім. Flügeltürm). Однак Морський Департамент видав новий меморандум, де пропонував будувати корабель лінійного типу розміщення башт і що схвалив Тірпіц. Цей проект схвалив Департамент 24 вересня 1910 і 27 вересня затвердив кайзер. Хоча у інших флотах проектували гармати більших калібрів для класу König продовжували виготовлення 305-мм гармат.

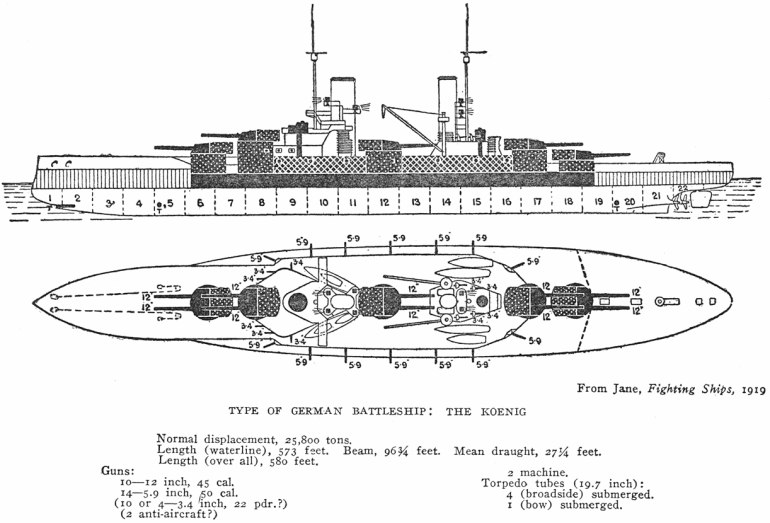
Схема панцирного захисту лінкорів. 1919

На лінкорах головний калібр складався з 10×305-мм гармат типу 30.5cm SK L/50 C/08 з кутами вертикального наведення −8° — +13,5° (після Ютландської битви −5,5° — +16°). П'ять башт з ними отримали лінійно-діагональне розміщення, з дещо обмеженим кутом обстрілу бічних башт, при чому на кормі вперше у Кайзерліхе Маріне башти розмістили у двох рівнях одну над одною і після декількох змін конструкції відпало питання дії високого тиску і температури газів при пострілі з верхньої вежі на нижню. Набій вагою 405,5 кг з початковою швидкістю 855 м/сек досягав дальності 16,2 км (13,5°), 20,4 км (16°). Боєкомплект на 1 гармату становив 90 набоїв, скорострільність до 3 пострілів на хвилину.
Середня артилерія з 14×150-мм скорострільних гармат типу 15 cm/45 SK L/45 розміщувалась у казематах з боєкомплектом 2240 набоїв. Вертикальний кут обстрілу 45,3 кг набоїв з них становив −8° — +16°, дальність 13,5 км (з 1915 — 16,8 км), скорострільність 5-7 пострілів/хвилину.
Мінна артилерія складалась з 6×88-мм гармат типу 8.8 cm SK L/45 навколо передньої рубки з боєкомплектом 3200 набоїв. Їх замінили 4×88-мм зенітні гармати навколо задньої рубки.

### Захист

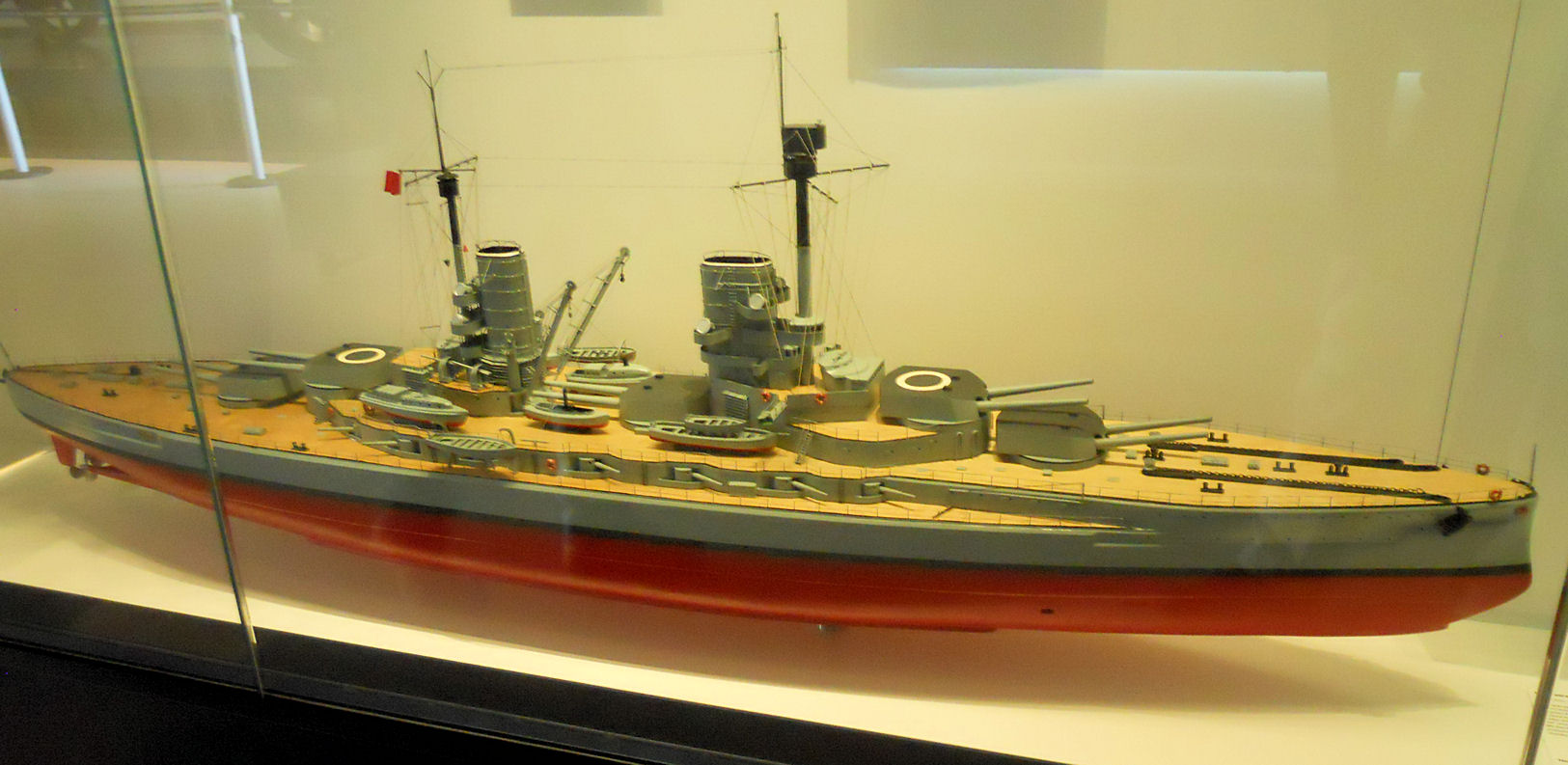
SMS Markgraf. Модель

Корпуси лінкорів були розділені на 18 водонепроникних відсіків з подвійним дном, що охоплювало 88 % довжини корпусу. Завдяки розміщенню барбетів башт головного калібру посеред корпусу можна було зменшити товщину їхнього панцирного захисту. Це дозволити посилити панцирний захист інших частин лінкорів. Товщина панцирного поясу становила 350 мм і більше не повторювалась у наступних серіях лінкорів. Протиторпедний захист, горизонтальні площини панцирних палуб виготовляли з дешевшої Круппівську нікелевої сталі. Традиційно для протидії потужним торпедам було встановлено систему захисту, де зовнішній корпус складався з 12-мм листів. За ними йшов доволі великий порожній простір завширшки у декілька метрів, де мала зменшуватись енергія вибуху. За ними йшла 20-мм стінка захисних вугільних бункерів, що розміщувались, що були розділені водонепроникними перегородками на декілька відсіків. Вугілля повинно було остаточно погасити енергію вибуху. За бункерами йшла внутрішня 20-мм стінка. Через таку систему протиторпедного захисту лінкори Кайзерліх Маріне мали велику ширину.

### Силовий привід
На лінкорах вперше застосували парові турбіни, а серед 15 парових котлів Schulz-Thornycroft три призначались для використання нафти. Котли давали пару з тиском 16 атмосфер. Та через відсутність у Німецькій імперії покладів нафти кораблі не стали переводити на більш вигідне паливо, а надалі використовували вугілля, видобуток якого не викликав проблем. Спочатку планувалось, що парові турбіни будуть приводити в рух зовнішні гребні гвинти, а центральний вал мав би бути сполученим з 6-циліндровий 2-тактний дизель потужністю 12.000 к.с. при 150 об/хв. Згодом вирішили, що дизелі встановлять лише на SMS Großer Kurfürst та SMS Markgraf. Зрештою дизелі вирішили не встановлювати на лінкори даного класу. Остаточно кораблі отримали по три парові турбіни: Parsons (SMS König і SMS Kronprinz), AEG-Vulcan (SMS Grosser Kurfürst), Bergmann (SMS Markgraf).
Розрахункова потужність турбін становила 31.000 к.с.. При випробовуваннях вони розвинули 41.400-46.200 к.с., а кораблі досягли планової швидкості 21 вузлів. При 12 вузлах лінкори мали проходити 8.000 м. миль, при 18 вузлах 4.000 м миль. На них завантажували 3.000 т вугілля, 600 т нафти. Чотири турбогенератори і два дизельні генератори виробляли 2045 кВт при напрузі 225 В.

## Застосування

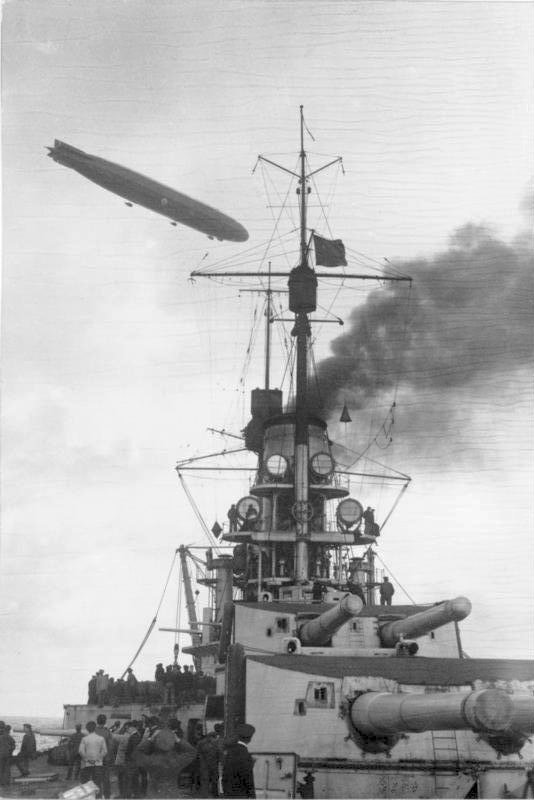
«Гроссе Кюрфюст» у ході операції «Альбіон». Моонзундський архіпелаг. Жовтень 1917

Лінкори протягом війни входили до І відділу ІІІ бойової ескадри. Вони прикривали рейди лінійних крейсерів 1914, не вступаючи у перестрілку з кораблями британського флоту. Під час Ютландської морської битви вони входили до V дивізіону III бойової ескадри, що йшла у авангарді флоту. За ними йшли лінкори класу Kaiser. Близько 16:00 зійшлись основні сили Кайзерліх Маріне і Королівських ВМФ. Вони брали участь у перестрілці, затопивши торпедні човни HMS Nestor і HMS Nomad. Двічі лінкори піддавались торпедним атакам, але торпеди схибили.

## Завершення війни
Після завершення війни кораблі були інтерновані у Скапа-Флоу (листопад 1918) і самозатоплені екіпажами 21 червня 1919.
- SMS Kronprinz затонув о 13:15, не піднімався з дна
- «Гроссе Кюрфюст» затонув о 13:30, піднятий 29 квітня 1938 і порізаний на брухт
- SMS König затонув о 14:00, не піднімався з дна
- SMS Markgraf затонув о 16:45, не піднімався з дна